# السباق الوطني الكبير
السباق الوطني الكبير هو سباق خيل بريطاني يجري مرة كل عام في مدينة ليفربول خلال شهر آذار أو شهر نيسان أنشئ عام 1839 م.